# شاید تو باشی
شاید تو باشی (انگلیسی: It May Be You) یک فیلم کمدی صامت کوتاه به کارگردانی ویلارد لوئیس است که در سال ۱۹۱۵ منتشر شد. از بازیگران این فیلم می‌توان به گلادیس لسلی، اولیور هاردی و آرتور هاوسمن اشاره کرد.